# بيني مارشال (صحفية)
بيني مارشال (بالإنجليزية: Penny Marshall)‏ هي صحفية بريطانية، ولدت في القرن العشرين.